# Coplay, Pennsylvania
Coplay là một thị trấn thuộc quận Lehigh, tiểu bang Pennsylvania, Hoa Kỳ. Năm 2010, dân số của thị trấn này là 3192 người.